# Кононовка (Луганская область)
Ко́ноновка (укр. Кононівка) — село, относится к Беловодскому району Луганской области Украины.
Население по переписи 2001 года составляло 437 человек. Почтовый индекс — 92810. Телефонный код — 6466. Занимает площадь 5,534 км². Код КОАТУУ — 4420686601.